# 동해역
동해역(Donghae station, 東海驛)은 강원특별자치도 동해시 송정동에 위치한 영동선과 삼척선의 철도역이다.

## 개요
삼척선, 묵호항선, 북평선이 갈라져 나간다. 모든 여객열차가 정차하며, 한국철도공사 강원본부의 대표역이기도 하다. 역 구내에 객/화차, 기관차 등을 관리하는 사무소 등이 있어서 역 규모가 매우 크다.
동해시가 생기기 전에는 북평역(北坪驛)이라는 이름으로 영업하였다. 역무실에서 한국철도 100주년 기념 스탬프를 날인할 수 있으며 한때 영주역으로 향하는 무궁화호 열차의 시발역이기도 했다. 역 구내의 산업선전철준공기념비는 한국철도공사 선정 철도기념물로 지정되었다. 2000년대 중반 이전에는 영주지역관리역(영주역)에서 관할했다.
예전에는 영동선의 전철화 구간이 끝나는 역이었다. 이 역부터 강릉역까지의 구간을 운행하는 모든 열차가 이 역에 도착하면 전기기관차를 디젤 기관차로 교체하여 운행하였고, 반대로 강릉역에서 출발한 열차가 영주역이나 청량리역 방면으로 운행하는 경우에는 디젤 전기기관차를 전기기관차로 교체하여 운행하였다. 그러나 2003년부터 시작된 동해 ~ 강릉 구간의 전철화 공사가 끝나고 2005년 9월 8일부터는 기관차의 교체 작업이 사라졌다. 다만 묵호항역이나 안인역 구내의 화물 선로로 들어가는 일부 화물열차는 지금도 디젤 기관차 견인으로 운행한다.
2020년 3월 2일에 강릉삼각선의 개통과 함께 일부 강릉선 KTX 열차가 강릉 대신 정동진 경유 동해역으로 운행한다. 동시에 기존 청량리/동대구/부전/부산 - 강릉 무궁화호는 동해착발로 단축하고, 동해 - 정동진 - 강릉 셔틀 누리로가 신설되었다.
동해선의 영덕 이북 구간이 개통한 직후, 2025년부터 중앙선 경유 동해 - 부전 무궁화호가 영주역으로 단축됐다. 따라서 동해 - 부전 구간의 여객열차는 더 이상 중앙선을 이용하지 않고 100% 동해선을 통해 운행하며, 동해를 넘어 강릉까지 운행한다.

## 역사
- 1940년 7월 31일 : 북평역(北坪驛), 보통역으로 영업 개시[1]
- 1976년 1월 1일 : 민수용 무연탄 도착 취급역 지정[2]
- 1983년 12월 30일 : 역사 신축 준공
- 1984년 6월 1일 : 동해역으로 역명 변경[3]
- 1990년 3월 15일 : 청량리 ~ 동해 간 새마을호 운행 개시
- 1994년 2월 7일 : 4급역으로 승격
- 2000년 1월 1일 : 지역관리역으로 승격
- 2005년 9월 8일 : 동해 ~ 강릉 전철화 개통과 함께 기관차 교체 폐지
- 2006년 7월 1일 : 강원지사 관할역이 됨
- 2015년 4월 1일 : 물류본부 책임사업부제 출범으로 물류본부 강원권물류사업단의 2급 보통역이 됨. 다만 강원본부는 이 역에 존치하였음.
- 2018년 3월 5일 : 강원권물류사업단을 중부권물류사업단으로 개칭함.[4]
- 2020년 3월 2일 : 강릉삼각선 개통과 함께 강릉선 KTX 운행 개시, 청량리/동대구/부전/부산행 무궁화호 종점 동해역으로 단축, 동해 ~ 강릉 구간 누리로 셔틀열차 운행 개시[5]
- 2021년 8월 1일 : KTX-이음 운행 개시
- 2023년 9월 1일 : ITX-마음 운행 개시
- 2023년 12월 26일 : 바다열차 운행 종료

### 승강장
| ↑ 추암(삼척선) /↑ 신기(영동선) |
| １２ \| ３４ \|                |
| 묵호↓                          |

| 1·2 | ITX-마음 · 누리로   | 동해선 | 포항 · 부전 · 동대구 방면 |
| 1·2 | ITX-마음 · 누리로   | 동해선 | 묵호 · 정동진 · 강릉 방면 |
| 3   | KTX                 | 경강선 | 만종 · 청량리 · 서울 방면 |
| 4   | 누리로              | 영동선 | 강릉 · 분천 방면          |
| 4   | 무궁화호            | 영동선 | 영주 · 동대구 방면        |
| 4   | 동해산타열차        | 영동선 | 묵호 · 정동진 · 강릉 방면 |
| 4   | 무궁화호 · ITX-마음 | 태백선 | 태백 · 제천 · 청량리 방면 |

## 사진

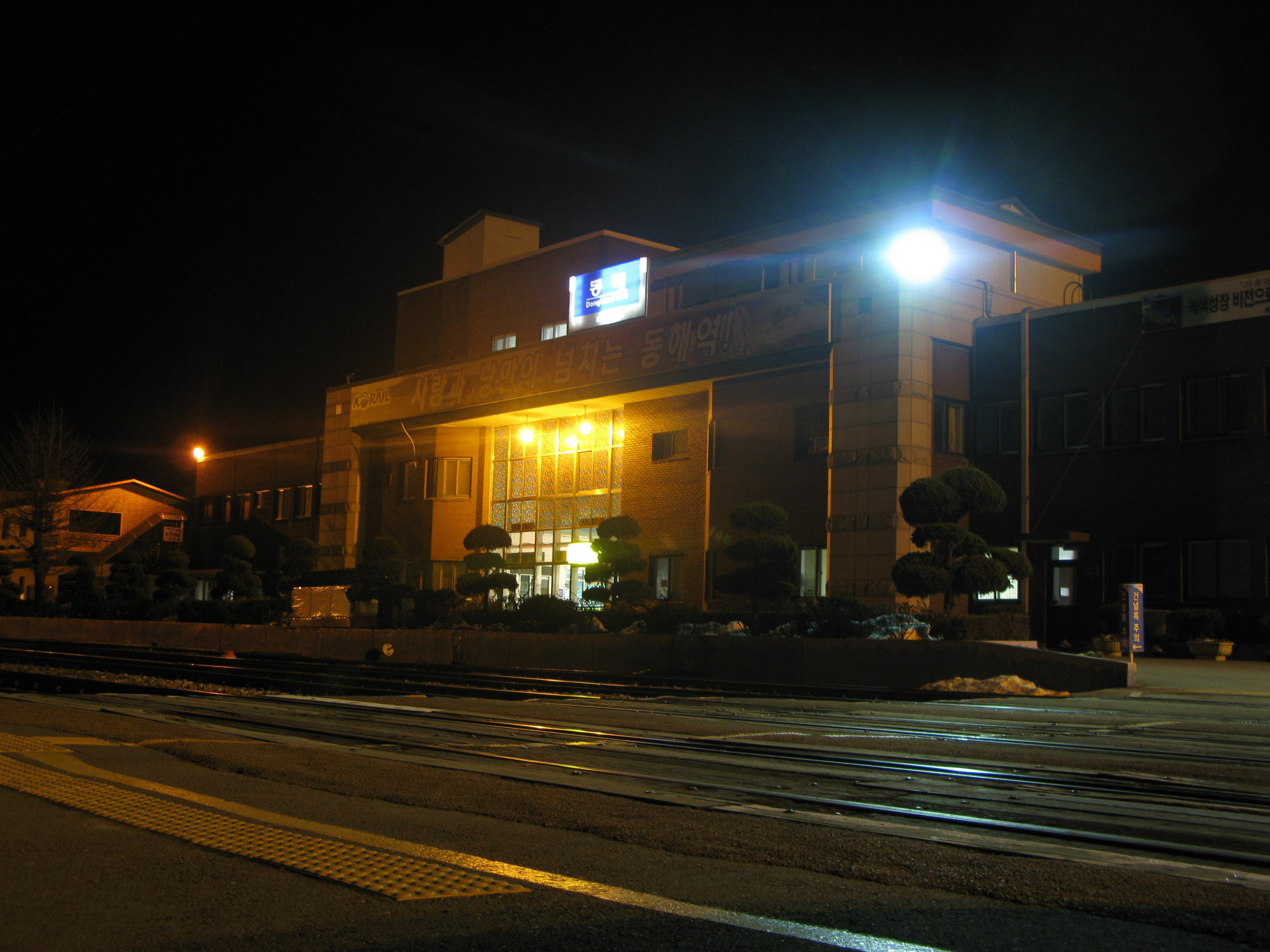
역사 뒷면
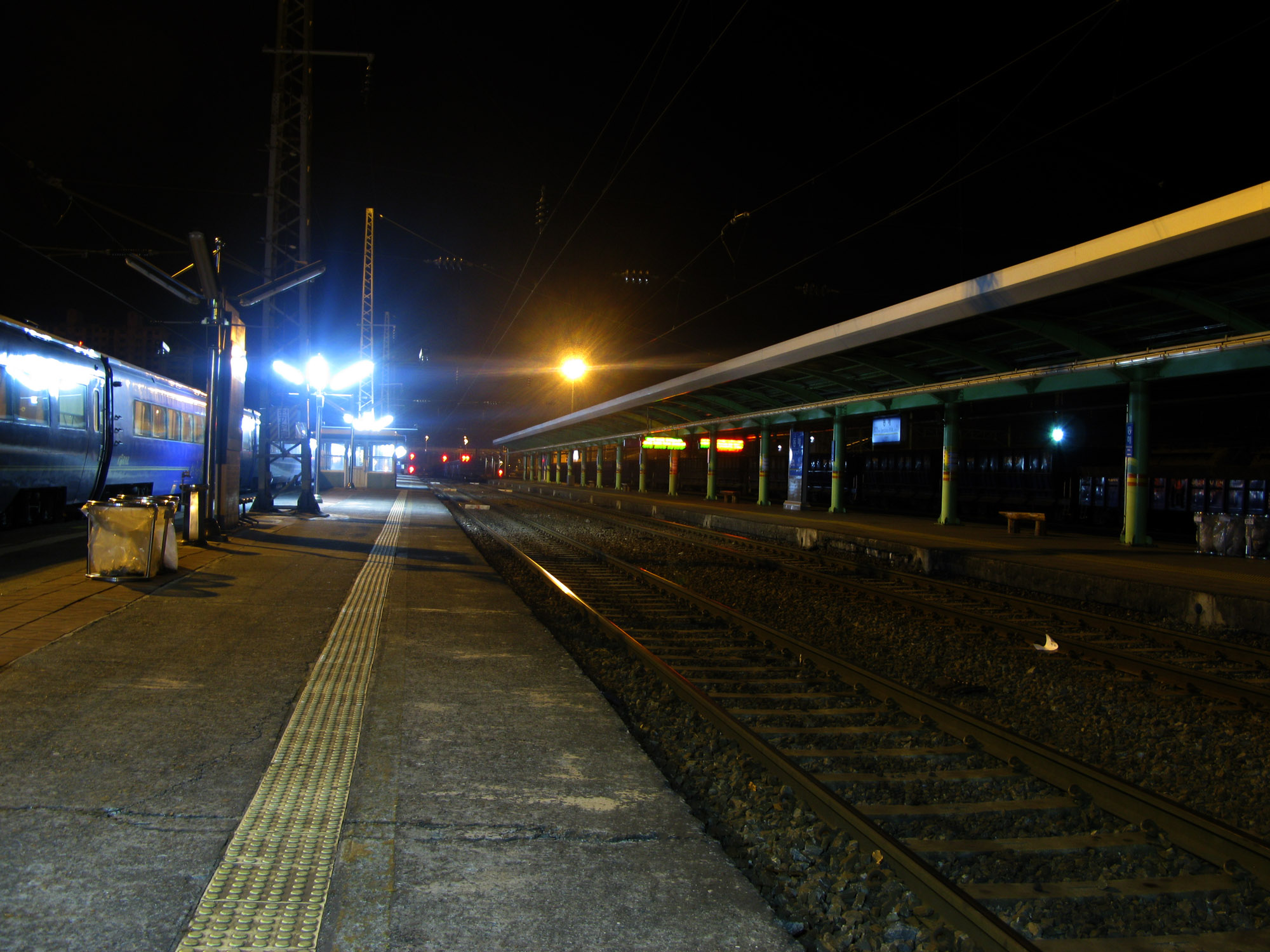
승강장
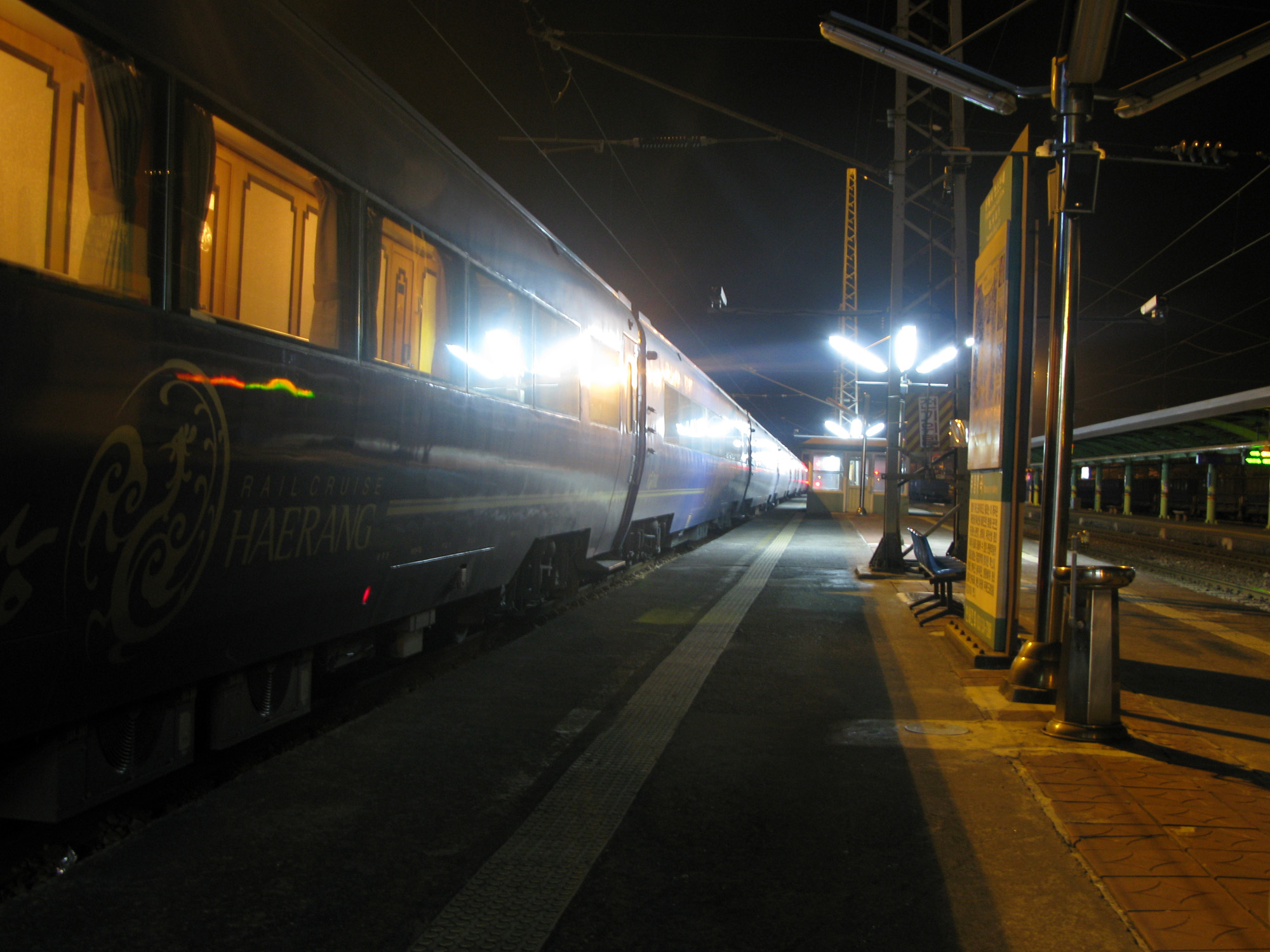
역에 정차한 해랑
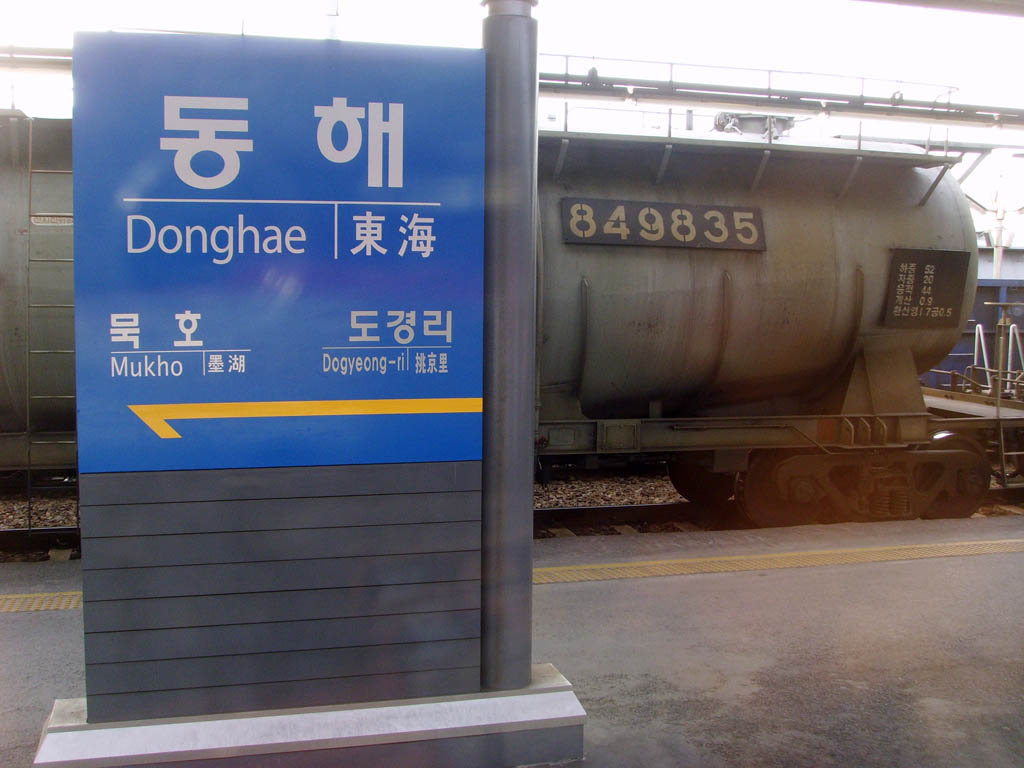
역명판

## 인접한 역
| 영동선           | 영동선                   | 영동선         |
| ---------------- | ------------------------ | -------------- |
| 시·종착역        | KTX 영동선               | 묵호 서울 방면 |
| 도계 청량리 방면 | ITX-마음 중앙선 · 태백선 | 시·종착역      |
| 신기 청량리 방면 | 무궁화호 영동선          | 시·종착역      |
| 신기 영주 방면   | 무궁화호 영동선          | 시·종착역      |
| 도계 동대구 방면 | 무궁화호 영동선          | 시·종착역      |
| 시·종착역        | 누리로 영동선 · 강릉선   | 묵호 강릉 방면 |